# Tanda (Rampur)
Tanda è una suddivisione dell'India, classificata come municipal board, di 40.009 abitanti, situata nel distretto di Rampur, nello stato federato dell'Uttar Pradesh.